# Комітет Аркадія Фоміча
«Комітет Аркадія Фоміча» («Комитет Аркадия Фомича») — радянський художній фільм 1990 року, знятий режисером Олександром Сорокіним.

## Сюжет
Дія цієї трагікомедії розгортається у Будинку для літніх працівників КДБ. Невдоволені змінами, що відбуваються в країні, мешканці пансіонату створюють спеціальний комітет на чолі з колишнім чекістом, який включається в боротьбу з усім, що суперечить «соціалістичній моралі»: рок-групами, клубом нудистів, приватною торгівлею тощо.

## У ролях
- Євген Шутов — Аркадій Фоміч
- Анна Тихонова — головна роль
- Марія Виноградова — головна роль
- Марина Гаврилко — роль другого плану
- Світлана Чачава — роль другого плану
- Олена Малікова — роль другого плану
- Петро Любешкін — роль другого плану
- Артур Ніщонкін — роль другого плану
- Володимир Балашов — Лев Ілліч
- Володимир Д'ячков — епізод
- Сергій Ніколаєв — міністр меліорації
- Лідія Корольова — кедебешниця

## Знімальна група
- Режисер — Олександр Сорокін
- Сценаристи — Олександр Сорокін, Сергій Істомін
- Оператори — Сергій Гаврилов, Григорій Яблочников, Олексій Молчанов, Кястутіс Плявокас
- Художники — М. Головченко, Олексій Ушаков